# بويغبونينت
بلدية بويغبونينت (بالإسبانية: Puigpuñent) هي بلدية تقع في منطقة جزر البليار شرق إسبانيا.

## الديموغرافيا
بلغ عدد سكان بلدية بويغبونينت 1.970 نسمة عام 2011 (وفقاً للمعهد الوطني للإحصاء الإسباني).
| 1.084 | 1.223 | 1.339 | 1.513 | 1.702 | 1.867 | 1.970 |